# Sisyphe (album de Pierre de Bethmann)
Pour les articles homonymes, voir Sisyphe (homonymie).
Albums de Pierre de Bethmann Medium Ensemble
Go
(2012) Essais, vol. 1
(2015)
Sisyphe est un album du pianiste de jazz français Pierre de Bethmann avec son Medium Ensemble, sorti en 2014 sur le label Plus Loin Music.

## À propos de l'album
Il s'agit du premier des trois albums enregistrés par le Medium ensemble, mais le 6e volet de la série Ilium, que Pierre de Bethmann mène depuis Ilium (2006).
Le projet est né en 2012/2013, alors que le pianiste et compositeur est en résidence à L'Apostrophe, scène nationale de Cergy-Pontoise. Il cherche à tenter une nouvelle aventure, celle de l'écriture pour un ensemble de douze musiciens. Il cherche à regrouper les meilleurs solistes possible, dont certains sont des habitués d'Ilium (David El Malek, Stéphane Guillaume ou Franck Agulhon).
Au milieu de pièces plutôt longues, dont une partie avait déjà été enregistré par d'autres formations, on trouve deux Miniatures improvisées par Thomas Savy, Pierre de Bethmann et Franck Agulhon.

## Réception critique
Pour Denis Desassis (Citizen Jazz) « Sisyphe, ce sont cent quarante minutes d’une musique orchestrale emportée par un élan ascensionnel, qui laisse une large place à des chorus habités et toujours justes. […] Pierre de Bethmann, dont on connaît l’attrait pour le mouvement perpétuel et ce qu’il nomme volontiers des tourneries, signe ici une œuvre complexe dans ses structures, mais captivante par les forces intérieures qui l’animent et la profusion de ses arrangements. Son jazz est plus que jamais à la croisée des chemins : à la fois savant par sa construction et sa mise en place, et néanmoins nourri d’un chant d’une force d’évocation contagieuse ».
Pour Sylvain Siclier (Le Monde), « de Bethmann a composé une partition subtile, lyrique, caractérisée par l'alliance des vents et de la voix ».
Pour Vincent Cotro (Jazz Magazine), « le travail formel regorge de trouvailles,jouant sur de lentes progressions dramatiques ou des contrastes d'effectif (Chaos). Brillante et précise, l'écriture reflète le style pianistique du leader de Prysm : plutôt que d'inspiration mélodique, les thèmes procèdent souvent d'un travail d'agencement ou de développement de courts motifs (Volseau, Patience) ».
Pour Christian Larrède (Jazz News), « le pianiste et explorateur Pierre de Bethmann veille, grâce aux nouveaux arrangements de ses partitions les plus exploratrices, au bénéfice de son Medium Ensemble, à ce que l'expérimentation s'apparie avec l'immédiateté des climats ».

## Liste des pistes
Toute la musique est composée par Pierre de Bethmann.
| 1. | Sisyphe (dédié à Albert Camus)                                    | David El Malek/Sylvain Beuf et Pierre de Bethmann                                     | 9:28  |
| 2. | Volseau - 1re partie - 2de partie (dédié aux lumières françaises) | Pierre de Bethmann/David El Malek                                                     | 11:02 |
| 3. | Patience - 1re partie - 3e partie - 3e partie (dédié à Christel)  | Thomas Savy, Pierre de Bethmann, Franck Agulhon Stéphane Guillaume/Pierre de Bethmann | 9:56  |
| 4. | Miniature I                                                       | Thomas Savy, Pierre de Bethmann, Franck Agulhon                                       | 1:25  |
| 5. | Bat Carré (dédié à l'île de la Réunion)                           | Stéphane Guillaume/Pierre de Bethmann                                                 | 10:38 |
| 6. | Knab                                                              | Pierre de Bethmann/Sylvain Beuf/Chloé Cailleton                                       | 9:19  |

| 1. | Effet tatillon - 1re partie - 2de partie (essai de prudence critique)      | Pierre de Bethmann/Denis Leloup/Franck Agulhon Sylvain Gontard/Pierre de Bethmann | 13:32 |
| 2. | 76 - 1re partie - 3e partie - 3e partie (resté 76)                         | Sylvain Beuf Sylvain Beuf et David El Malek/Pierre de Bethmann                    | 12:55 |
| 3. | Miniature II                                                               | Thomas Savy, Pierre de Bethmann, Franck Agulhon                                   | 0:37  |
| 4. | Chaos - 1re partie - 2de partie (idée d'un désordre non forcément violent) | Thomas Savy/Pierre de Bethmann Stéphane Guillaume                                 | 12:39 |
| 5. | Sisyphe (autre prise)                                                      | David El Malek/Sylvain Beuf et Pierre de Bethmann                                 | 9:33  |

## Personnel
- Pierre de Bethmann : piano
- Chloé Cailleton : voix
- Stéphane Guillaume : flûte, flûte alto, saxophone ténor
- Sylvain Beuf : saxophone alto
- David El Malek : saxophone ténor
- Thomas Savy : clarinette basse
- Sylvain Gontard : trompette, bugle
- Camille Lebréquier : cor
- Denis Leloup : trombone
- Bastien Stil : tuba, trombone
- Simon Tailleu : contrebasse
- Franck Agulhon : batterie